# إيميليانو شاهو
إيميليانو شاهو (بالألبانية: Emiljano Shehu‏) هو لاعب كرة قدم ألباني في مركز الدفاع، ولد في 10 يونيو 1998 في خانية في اليونان. شارك مع منتخب ألبانيا تحت 19 سنة لكرة القدم. أما مع النوادي، فقد لعب مع نادي بلاتانياس.

## وصلات خارجية
- إيميليانو شاهو على موقع قاعدة بيانات كرة القدم.إي يو (الإنجليزية)
- إيميليانو شاهو على موقع Soccerway.com (الإنجليزية)